# Truecolor
Truecolor (conosciuta anche con l'espressione Milioni di colori dagli utenti Macintosh e Linux) è una modalità di memorizzazione delle informazioni dell'immagine nella memoria dei personal computer nella quale il colore di ogni pixel è codificato da tre o più byte.
In generale ogni byte esprime l'intensità di ciascuno dei tre canali RGB (Rosso, Verde e Blu); vi è anche un quarto byte che contiene dati sul canale alfa o viene semplicemente ignorato. Poiché un byte è formato da 8 bit, può memorizzare 256 (28) intensità differenti. La combinazione delle intensità dei tre canali consente di rappresentare 16.777.216 colori differenti (arrotondato a 16,7 o a 16 milioni). A titolo di confronto, si ritiene che l'occhio umano sia in grado di distinguere 10 milioni di colori.
Nella modalità Truecolor a 32 bit (4 byte), il canale alpha viene usato per semplificare la rappresentazione di immagini traslucide, e viene utilizzato dagli ambienti desktop per effetti come finestre traslucide, ombre e dissolvenze.
In un framebuffer il canale alpha non ha significato, ma la modalità a 32 bit viene usata spesso in quanto consente un più facile indirizzamento dei pixel nella memoria. Infatti, mentre la modalità a 24 bit (3 byte) senza canale alpha richiede una moltiplicazione per 3, quella a 32 bit richiede una moltiplicazione per 4, che è meno onerosa in termini computazionali, in quanto può essere effettuata con uno spostamento di bit.